# Essence forestière
{\displaystyle }Dans le jargon des forestiers, une essence forestière désigne généralement une espèce d'arbre qui présente un intérêt en sylviculture et qui a des exigences biologiques ou des emplois particuliers, mais ce terme peut parfois faire références à une sous-espèce ou variété, ou bien à plusieurs espèces.
En 2017, le Réseau international de jardins botaniques BGCI en a répertorié plus de 60 000 (60 065 en mars 2017), principalement situées entre les deux tropiques et en particulier en Amazonie (Brésil/Colombie) et l'Indonésie (Bornéo, Java, Sumatra). 58 % des espèces d’arbres sont endémiques d’un seul pays et ne poussent que dans celui-ci.

## Typologie des essences
Les forestiers distinguent ainsi :
- selon la classification botanique, les feuillus, espèces généralement à feuillage caduc, qui sont des angiospermes, et les conifères (à feuillage persistant, à l'exception des mélèzes), qui sont des gymnospermes ;
- selon leur origine, les essences indigènes ou spontanées, par opposition aux essences introduites ou exotiques ;
- selon la morphologie de leur système racinaire : les essences à enracinement pivotant (qui réclament des sols profonds) de celles à enracinement superficiel ou traçant ;
- selon leur biologie :
  - les essences rustiques ou non rustiques, selon leur degré de résistance aux gelées hivernales et printanières ;
  - les essences d'ombre ou de lumière, selon leur capacité à croître sous le couvert ou non (avec des coupes dites sombres, claires ou à blanc ou dans le cas de la méthode prosilva pied à pied ou en bouquet qui favoriseront plus ou moins les essences d'ombres ou de lumière[2]) ;
  - les essences calcifuges ou calcicoles, acidiphiles ou neutrophiles, selon leurs exigences par rapport à la nature du sol ;
  - les essences hygrophiles ou xérophiles, selon leur exigence en humidité ou leur adaptation à la sécheresse;
- selon leur durée de vie utile, les essences longévives (250 à 300 ans) ou peu longévives ;
- selon leur comportement en association : les essences dominantes, appelées aussi essences sociales car elles sont capables de former des peuplements importants, et les essences subordonnées, souvent rencontrées en peuplement disséminés.

## Essences en France
Environ 190 espèces d’arbres sont présentes dans les forêts françaises, regroupées par l’inventaire forestier en 70 essences forestières (cf. tableau ci-dessous). Parmi celles-ci, 17 essences représentent 87 % du volume de bois vivants de métropole. Ces essences principales sont :

### Feuillus
- Chêne pédonculé
- Chêne sessile (ou rouvre)
- Chêne pubescent
- Chêne vert
- Hêtre
- Châtaignier
- Charme
- Bouleau verruqueux
- Frêne commun
- Peupliers cultivés

### Conifères
- Pin maritime
- Pin sylvestre
- Pin laricio
- Pin noir
- Sapin pectiné
- Épicéa commun
- Douglas

| Essences (P = principale) | Espèces d'arbres regroupés |
| ------------------------- | --- |
| Feuillus                  | |
| Chêne pédonculé (P)       | Chêne pédonculé |
| Chêne rouvre (P)          | Chêne rouvre |
| Chêne rouge d'Amérique    | Chêne rouge d'Amérique |
| Chêne pubescent (P)       | Chêne pubescent |
| Chêne vert (P)            | Chêne vert |
| Chêne tauzin              | Chêne tauzin |
| Chêne-liège               | Chêne-liège ou Chêne faux-liège (en) (Quercus x crenata) |
| Hêtre (P)                 | Hêtre |
| Châtaignier (P)           | Châtaignier |
| Charme (P)                | Charme |
| Bouleau (P)               | Bouleau verruqueux |
| Grand aulne               | Aulne blanc, Aulne de Corse ou Aulne glutineux |
| Robinier faux-acacia      | Robinier faux-acacia |
| Grand érable              | Érable plane ou Érable sycomore |
| Micocoulier               | Micocoulier de Provence |
| Frêne (P)                 | Frêne commun, Frêne à fleurs ou Frêne oxyphylle |
| Orme                      | Orme champêtre, Orme lisse ou Orme de montagne |
| Peuplier cultivé (P)      | Peuplier cultivé |
| Tilleul                   | Tilleul à grandes feuilles (= Tilleul de Hollande), Tilleul à petites feuilles ou Tilleul argenté |
| Petit érable              | Érable champêtre, Érable de Montpellier ou Érable à feuilles d'obier |
| Cerisier ou merisier      | Cerisier ou Cerisier à grappes ou Merisier ou Cerisier tardif |
| Autre fruitier            | Amandier, Alisier blanc, Alisier de Fontainebleau , Alisier de Mougeot, Cormier, Figuier de Carie, Poirier à feuilles d'amandier, Poirier commun, Prunier domestique, Poirier à feuilles en cœur, Pommier sauvage, Sorbier de Finlande, Sorbier des oiseleurs ou Sorbier de Suède |
| Tremble                   | Tremble |
| Saule                     | Saule à trois étamines, Saule à cinq étamines, Saule blanc, Saule cendré, Saule drapé, Saule faux daphné, Saule cassant, Saule marsault, Saule pédicellé, Saule roux, Saule des vanniers ou Saule rouge |
| Platane                   | Platane à feuilles d'érable, Platane d'Occident ou Platane d'Orient |
| Noyer                     | Noyer commun ou Noyer noir |
| Olivier                   | Olivier |
| Autre feuillu exotique    | Ailante, Caroubier, Chêne écarlate, Chêne des marais, Catalpa, Érable negundo, Frêne d'Amérique, Filao, Liquidambar, Marronnier d'Inde, Mimosa, Plaqueminier, Paulownia, Pistachier vrai, Tilleul d'Amérique du Nord, Tilleul argenté ou Tilleul vert |
| Noisetier                 | Noisetier |
| Charme-houblon            | Charme-houblon |
| Peuplier non cultivé      | Peuplier blanc, Peuplier grisard ou Peuplier noir |
| Chêne chevelu             | Chêne chevelu |
| Eucalyptus                | Eucalyptus |
| Aulne vert                | Aulne vert |
| Grand cytise (aubour)     | Cytise des Alpes ou Cytise aubour |
| Cornouiller mâle          | Cornouiller mâle |
| Arbousier                 | Arbousier |
| Alisier torminal          | Alisier torminal |
| Tulipier de Virginie      | Tulipier de Virginie |
| Autre feuillu indigène    | Aubépine azerolier, Aubépine épineuse, Aubépine monogyne, Bourdaine, Buis, Cognassier, Oranger, Cedratier, Mandarinier, Arbre de Judée, Bruyère arborescente, Fusain d'Europe, Filaire à feuille étroite, Filaire à feuille large, Houx, Kaki, Laurier noble, Mûrier blanc, Mûrier de Chine, Mûrier noir, Olivier de Bohême, Oranger des Osages, Abricotier, Prunier de Briançon, Prune-cerise, Pistachier lentisque, Cerisier de Sainte-Lucie, Poirier neigeux (Pyrus nivalis), Prunelier, Pistachier térébinthe, Nerprun alaterne, Nerprun purgatif, Nerprun des Alpes, Sumac de Virginie, Sureau noir, Sureau rouge, Tamaris de France, Tamaris d'Afrique ou Vernis vrai |
| Résineux                  | |
| Pin maritime (P)          | Pin maritime |
| Pin sylvestre (P)         | Pin sylvestre |
| Pin laricio (P)           | Pin laricio de Calabre (Pinus nigra subsp. laricio var. calabrica), Pin laricio de Corse ou Pin de Salzmann |
| Pin noir (P)              | Pin noir d'Autriche (Pinus nigra subsp. nigra var. nigra) |
| Pin pignon                | Pin pignon |
| Pin Weymouth              | Pin Weymouth |
| Pin d'Alep                | Pin d'Alep ou Pin brutia (ou) eldarica |
| Pin à crochets            | Pin à crochets |
| Pin cembro                | Pin cembro |
| Pin mugo                  | Pin mugo |
| Sapin pectiné (P)         | Sapin pectiné |
| Épicéa commun (P)         | Épicéa commun |
| Mélèze d'Europe           | Mélèze d'Europe |
| Douglas (P)               | Douglas |
| Cèdre de l'Atlas          | Cèdre de l'Atlas |
| Cyprès                    | Cyprès d'Italie |
| If                        | If commun |
| Autre conifère exotique   | Cyprès de l'Arizona, Cèdre de Chypre, Cyprès chauve, Cèdre de l'Hymalaya, Cryptomeria du Japon, Cyprès de Lawson, Cyprès de Lambert, Épicéa omorica, Pin de Murray, Pin de Monterey, Sapin du Colorado, Séquoia géant, Sapin de Cilicie, Séquoia toujours vert, Thuya du Canada, Thuya géant, Tsuga hétérophylle ou Tsuga du Canada |
| Genévrier                 | Genévrier thurifère, Genévrier commun ou Genévrier oxycèdre |
| Sapin méditerranéen       | Sapin de Turquie (Abies bornmuelleriana), Sapin de Céphalonie ou Sapin d'Andalousie |
| Sapin de Nordmann         | Sapin de Nordmann |
| Sapin américain           | Sapin noble ou Sapin de Vancouver |
| Épicéa de Sitka           | Épicéa de Sitka |
| Mélèze exotique           | Mélèze hybride ou Mélèze du Japon |
| Cèdre du Liban            | Cèdre du Liban |
| Pin à encens              | Pin à encens |

## Composition, diversité et diversification des essences
La composition ou la diversité en essences d'un peuplement forestier est la proportion de chacune des essences d'un peuplement forestier exprimée en pourcentage d'un total. Ce total peut être le couvert, la surface terrière, le nombre de tiges ou le volume.
En France, l'inventaire forestier national utilise le taux de couvert libre relatif (TCLR) pour catégoriser les peuplements.
Concernant la composition d'un peuplement sont qualifiés de :
- peuplement conifère, un peuplement dans lequel le TCLR des conifères est supérieur à 75 % ;
- peuplement feuillu, un peuplement dans lequel le TCLR des feuillus est supérieur à 75 % ;
- peuplement mixte, un peuplement dans lequel ni le TCLR des conifères, ni le TCLR des feuillus, n’est supérieur à 75 %.

Concernant la diversité d'un peuplement sont qualifiés de :
- peuplement pur de telle essence, un peuplement où une essence à elle seule à un TCLR supérieur à 75 % ; par exemple type « Peuplement pur de châtaignier » ;
- peuplement mélangé de telle et telle essence, un peuplement à au moins deux essences dont aucune n'a un TCLR supérieur à 75 % (non pur) et dont le TCLR de chacune est supérieur à 15 % ;  les essences présentes sont classée par ordre décroissant de TCLR ce qui permet de nommer des types élémentaires : par exemple, « Mélange de Hêtre et Pin sylvestre », « Mélange de Pin sylvestre et de Hêtre » ou « Mélange de Pin sylvestre, de Hêtre et un autre feuillu ». Le nombre d'essences participant au mélange va de 2 à 5 et plus, est appelé « complexité du mélange ». La forêt française se répartit à 50% de peuplements purs et 50 % de peuplements mélangés. La diversité des forêts françaises étant la plus élevée d’Europe, la combinaison de plusieurs essences même limitée à cinq aboutit à plusieurs milliers de types élémentaires (de 1000 à 5000 suivant le nombre de campagnes d'inventaires). Afin d'obtenir une évaluation quantitative exploitable il est nécessaire pour l'inventaire forestier national de distinguer les combinaisons dominantes et de regrouper les combinaisons minoritaires[7].

Ainsi la diversité des peuplements français de métropole (peuplements purs et mélangés) est traduite par l'inventaire forestier national en 117 types fondamentaux, réductibles à 32 types synthétiques et encore réductibles à 18 types agrégés.

## Enjeux
La diversité biologique (spécifique, génétique et écopaysagère...) des essences et leur caractère autochtone sont des éléments importants de la biodiversité et de la naturalité qui sont considérés comme des facteurs importants d'adaptation et de résilience écologique des forêts naturelles ou semi-naturelles.
Dans la perspective d'une gestion sylvicole et de l'arbre agricole dite raisonnée et durable, une meilleure connaissance de l'autécologie des essences issues de la régénération naturelle ou de la régénération artificielle peut aider le forestier et l'agrosylviculteur (ou un pépiniériste) à mieux « installer chaque essence à sa place », dont en fonction des besoins de chaque arbre et des capacités d'enracinement de l'essence à laquelle il appartient, tout en limitant les risques de générer des phénomènes d'invasivité végétale par introduction d'une essence étrangère à un milieu.